# Samba (tanec)

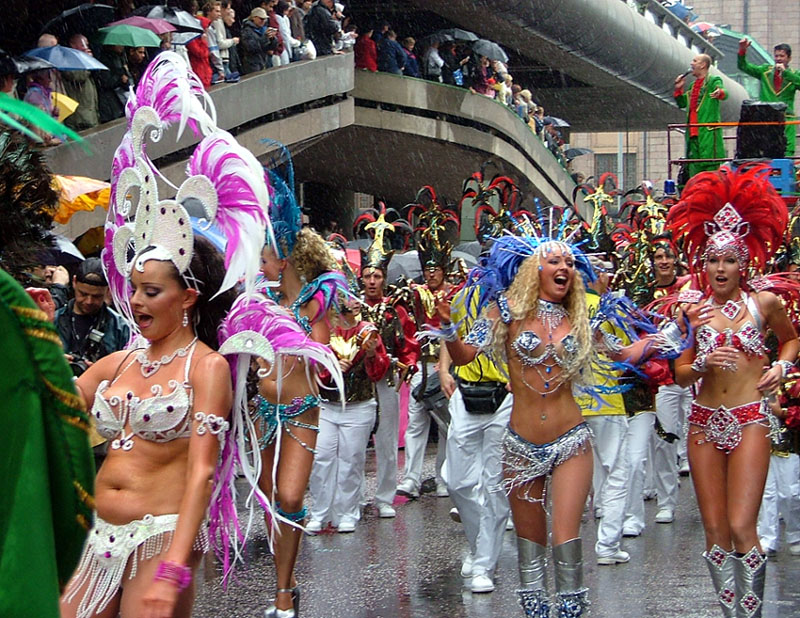
Samba

Samba je latinskoamerický tanec na 2/4 nebo 4/4 takt. Tempo kolem 50 taktů za minutu. Existuje mnoho variací samby. Mezi nejznámější patří karnevalová samba, kterou můžete spatřit na karnevalech v Brazílii.

## Název
Slovo samba má původ v portugalském slově semba a v překladu znamená božská tanečnice.[zdroj?] Do češtiny bylo přejato beze změny z brazilské portugalštiny, kde má podobu samba. Jeho původ lze hledat v některém bantuském jazyce.

## Figury
Figury podle ČSTS:
1. Základní pohyb - Basic Movement
  - vpravo - Natural
  - vlevo - Reverse
  - stranou - Side
  - alternativní - Alternative
2. Postupový základní pohyb - Progressive Basic Movement
3. Základní pohyb mimo - Outside Basic Movement
4. Zášvihy vpravo a vlevo - Whisks to Right and Left
5. Sambová chůze - Samba Walks
  - v promenádním postavení - in Promenade Position
  - stranou - Side
  - na místě - Stationary
6. Nůžky - Bota Fogos
  - Postupové nůžky - Travelling Bota Fogos / Forward,Backward/
  - Promenádní nůžky - Promenade Bota Fogos / nůžky do promenádního a obráceného promenádního postavení - Bota Fogos to Promenade Position and Counter Promenade Position
  - Stínové nůžky - Shadow Bota Fogos
  - Protisměrné nůžky - Contra Bota Fogos
  - nůžky ve stínovém postavení stejnou nohou - Bota Fogos in Shadow Position on Same Foot
7. Otáčka vlevo - Reverse Turn
8. Valení vpravo - Natural Roll
9. Kortadžaka - Corta Jaca
10. Kolébky - Rocks
  - zavřené - Closed
  - otevřené - Open
  - vzad - Backward
11. Voltové pohyby - Voltas Movement
  - jednoduchá volta vpravo a vlevo - Simple Voltas to Right and Left
  - křížem krážem - Criss Cross
  - postupující volta vpravo a vlevo - Travelling Voltas to Right and Left
  - májka - Maypole
  - voltová otáčka na místě vpravo a vlevo pro dámu - Voltas Spot Turn to Right and Left for Lady
  - sólová volta vpravo a vlevo - Solo volta Spot Turns to Right and Left
  - pokračující volta vpravo a vlevo - Continuous volta Spot Turn to Right and Left
  - kruhová volta vpravo a vlevo - Circular Voltas to Right and Left
  - kolotoč - Rondabout
  - volta ve stínovém postavení stejnou nohou vpravo a vlevo - Voltas in Shadow Position on Same Foot to Right or Left
  - zavřená volta - Closed Volta.
12. Argentinská křížení - Argentine Crosses
13. Pletenec - Plait
14. Změny nohou - Foot Changes
15. Odvalení z paže - Rolling off the Arm
16. Sambová křížení v otevřeném promenádním postavení a otevřeném obráceném promenádním postavení - Samba Locks Open PP and Open CPP
17. Běhy v promenádě a obrácené promenádě - Promenade to Counter Promenade Runs
18. Cruzado křížení ve stínovém postavení - Cruzado Locks in Shadow Position
19. Cruzado chůze - Cruzado Walks
20. Tříkroková otáčka - Three Step Turn
21. Rytmické houpání - Rhythm Bounce